# What's Going On (singolo Marvin Gaye)
What's Going On è una canzone scritta da Renaldo "Obie" Benson, Al Cleveland, e Marvin Gaye. È la title track dell'album di Gaye pubblicato nel 1971 dalla Motown ed intitolato appunto What's Going On, ed ebbe un rilevante successo, riuscendo ad arrivare alla seconda posizione della Billboard Hot 100, ed alla prima della classifica R&B charts.
La canzone è una meditazione sui problemi del mondo, e segna un cambio di rotta nello stile musicale di Gaye che si stacca dallo stile pop che aveva contraddistinto la sua produzione fino a quel punto.
La canzone è stata classificata al primo posto della lista stilata dal Metro Times delle migliori canzoni di Detroit di tutti i tempi, e nel 2004, al quarto della lista stilata da Rolling Stone delle 500 migliori canzoni di tutti i tempi, scendendo di due posizioni nella classifica aggiornata del 2021. 
La canzone è stata interpretata da numerosi artisti nel corso degli anni successivi, ed in particolar modo è ricordata la cover del 1987 di Cyndi Lauper.

## Cover

### Cover di Cyndi Lauper
Una nota reinterpretazione del singolo di Gaye è stata fatta da Cyndi Lauper nel 1987.

### Cover degli Artists Against AIDS Worldwide
Nel 2001 venne realizzata una cover della traccia a scopo benefico ad opera del supergruppo Artists Against AIDS Worldwide.

## Altre cover
- Quincy Jones nel 1971 nell'album Smackwater Jack.
- Il cantante reggae Big Youth ha registrato What's Going On nel 1976 nell'album Hit the Road Jack.
- Il cantante soul Donny Hathaway ha registrato la canzone dal vivo nel 1972.
- Il supergruppo nato a scopo benefico Music Relief '94 ha registrato una cover del brano.
- Gli U2 hanno spesso suonato What's Going On durante i concerti.
- Nel 2003, una cover di What's Going On interpretata da Chaka Khan ha vinto un Grammy Award come "Migliore performance R&B tradizionale".
- Nel 2004, il gruppo rock progressivo A Perfect Circle ha registrato What's Going On nell'album eMOTIVe.